# モーリス・シャバ
モーリス・シャバ（Maurice Chabas、1862年9月21日 - 1947年12月11日）はフランスの画家である。「象徴主義」の画家とされる。

## 略歴
ナントの商人の家に生まれた。父親はアマチュア画家で、父親は長兄に父親の事業を継がせ、モーリス・シャバと弟のポール・シャバ(Paul Émile Chabas : 1869-1937)を連れてパリに移り画家になる教育を受けさせた。兄弟はパリの私立の美術学校、アカデミー・ジュリアンでトニ・ロベール＝フルーリー、ウィリアム・アドルフ・ブグロー、ギュスターヴ・ブーランジェ、ジュール・ジョゼフ・ルフェーブルといった美術教師たちから学んだ。
モーリス・シャバは1885年にフランス芸術家展（Salon des Artistes Français）に初めて出展し、この展覧会には1913年まで出展した。同じ展覧会に出展された「象徴主義」の画家、ピエール・ピュヴィス・ド・シャヴァンヌの作品に影響を受けた。1890年から1907年の間、シャバはナントの美術展にも出展した。ジョセファン・ペラダンの影響も受け、1892年から1897年の間は象徴派の展覧会、「薔薇十字サロン」（Salon de la Rose + Croix）にも出展した。
1900年にパリ郊外のヌイイ＝シュル＝セーヌに移り、シャバのスタジオは多くの芸術家が集まる場所となった。ここでシャバスは象徴主義の詩人、モーリス・メーテルリンクや学者のリュシアン・レヴィ＝ブリュールやルネ・ゲノンらと交流した。
1915年にベルギーの女性画家、カステロ( Gabrielle Storms-Castelot)と恋愛関係となり、画家になるGermaine Chanteaud-Chabasが生まれた。
1923年にアルベール・ベナール、ベシー・デイビッドソン、アントワーヌ・ブールデルらと新しい美術団体、サロン・デ・チュイルリー（Salon des Tuileries)の創立会員となった。サロン・ドートンヌやアメリカで開かれたカーネギー国際美術展にも出展した。

## 作品

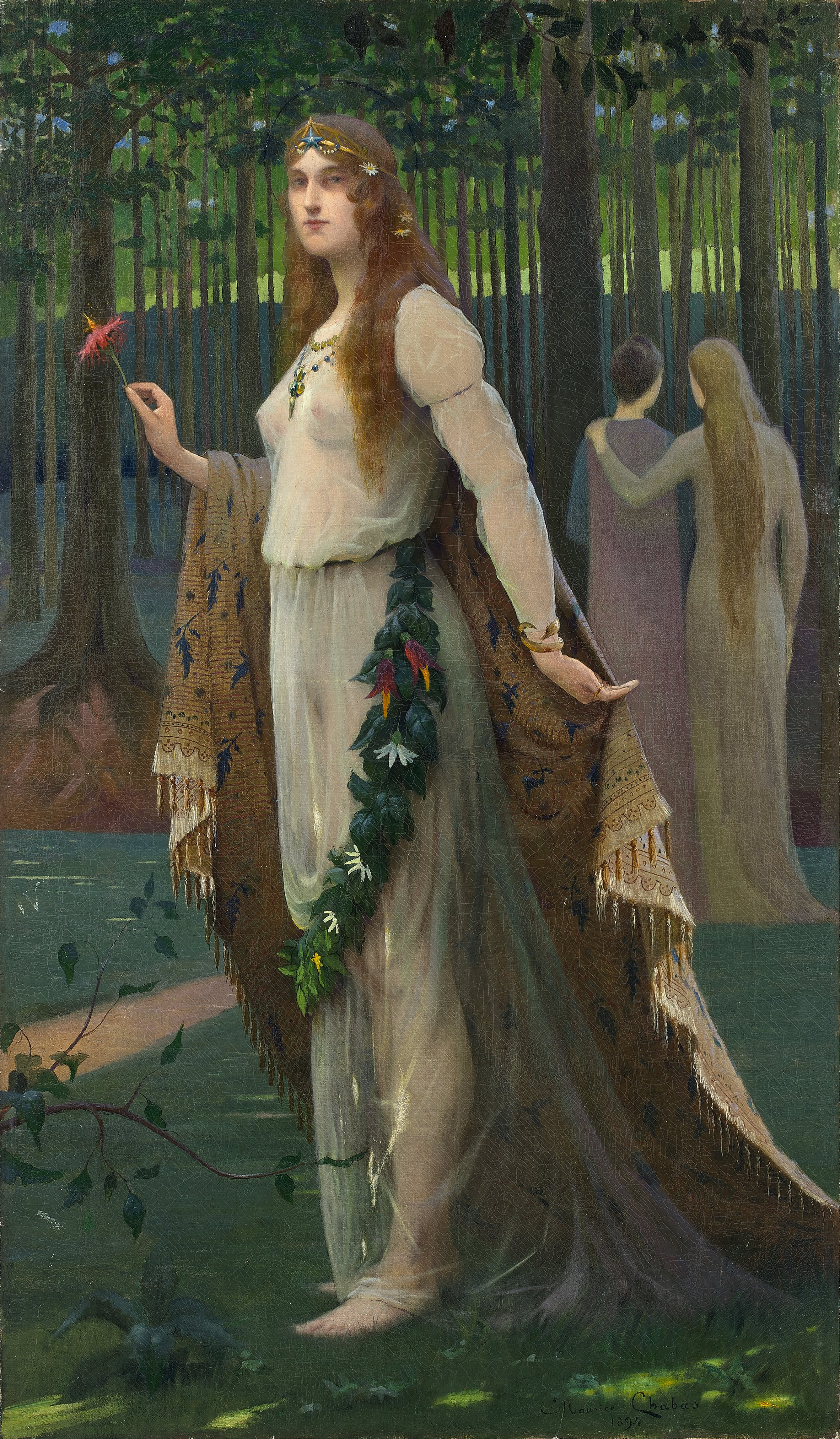
Néméa (1894)
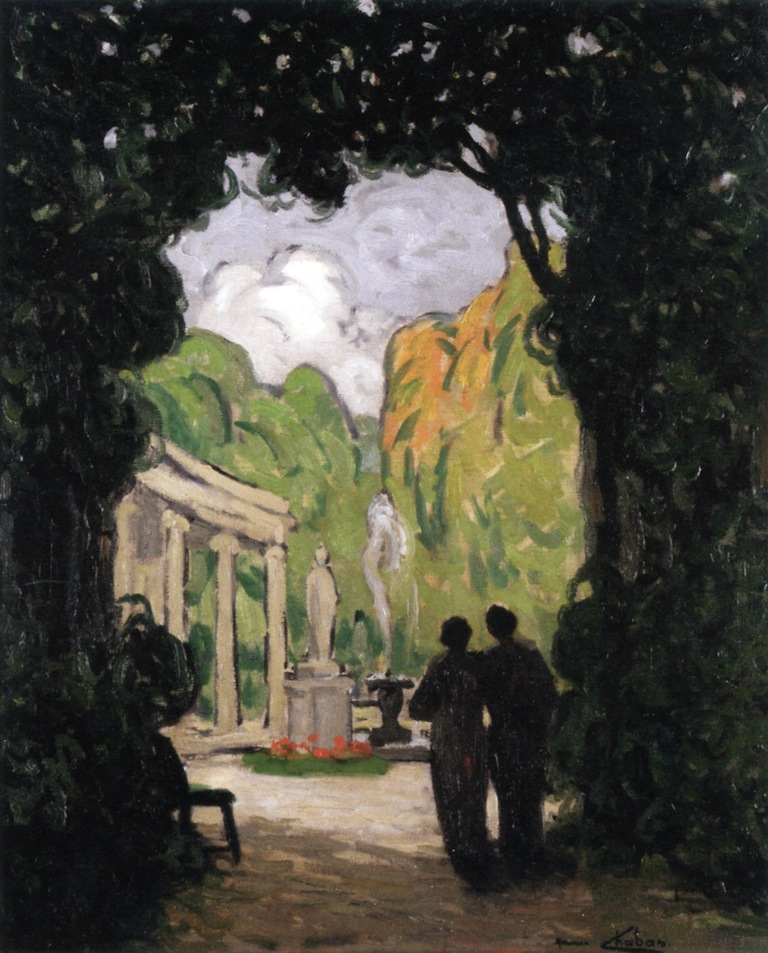
公園の2人の女性 (c.1900)
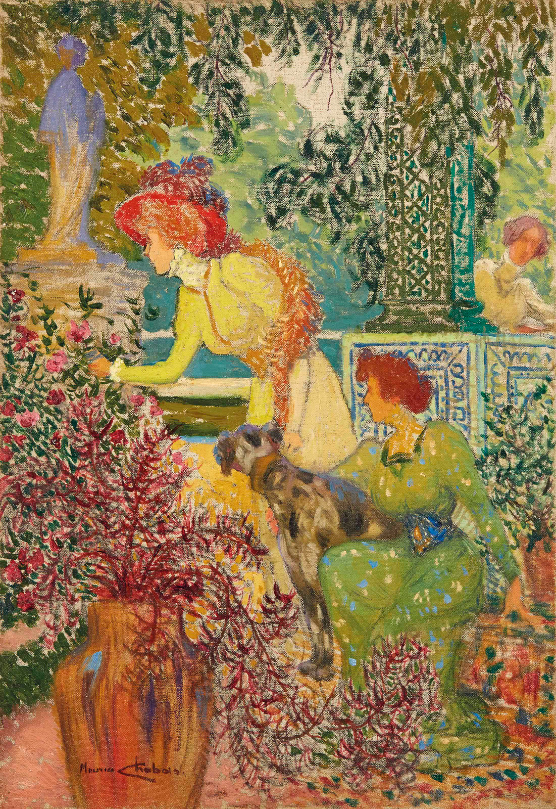
庭園のおしゃれな女性
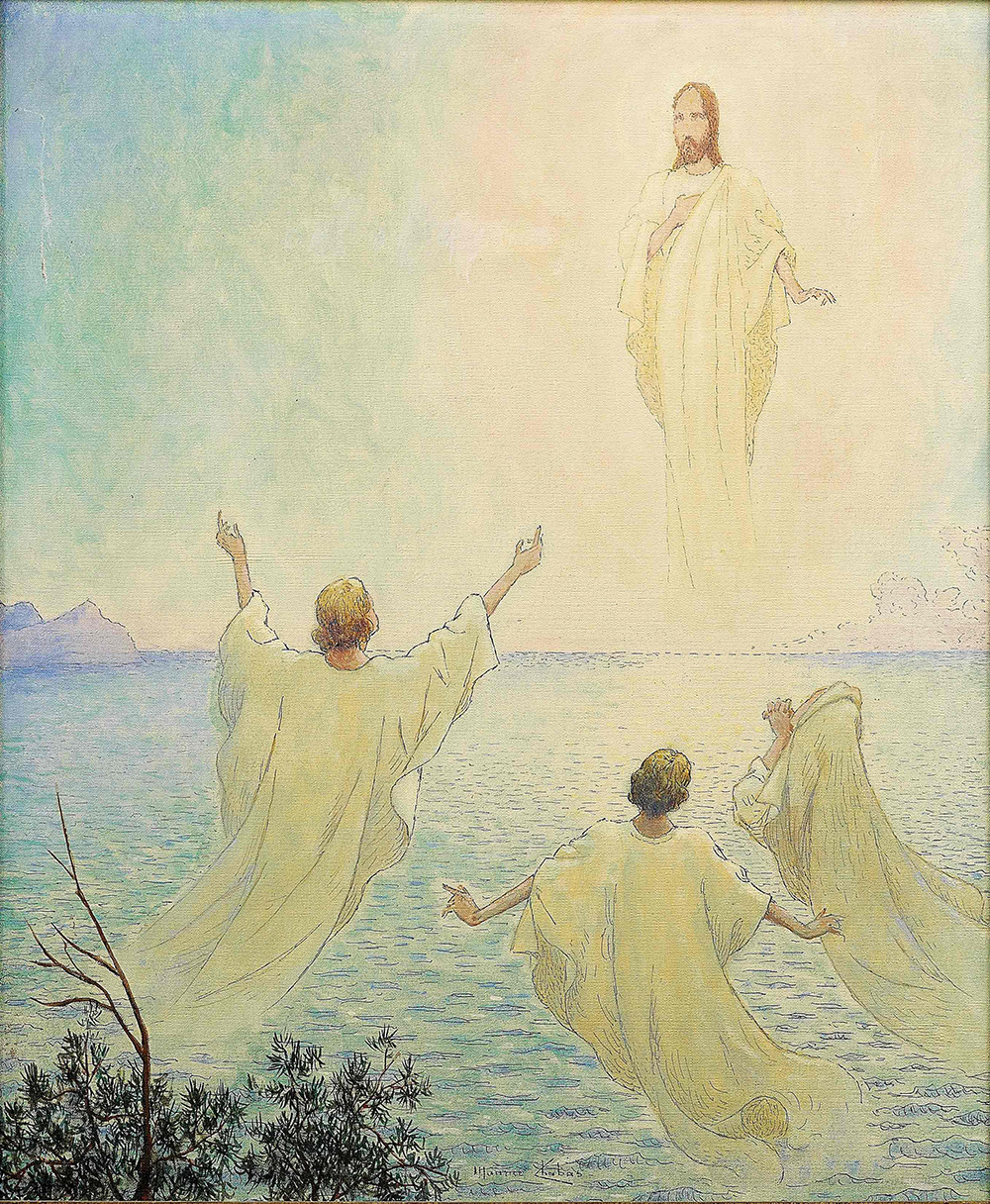
幻影 (c.1900)

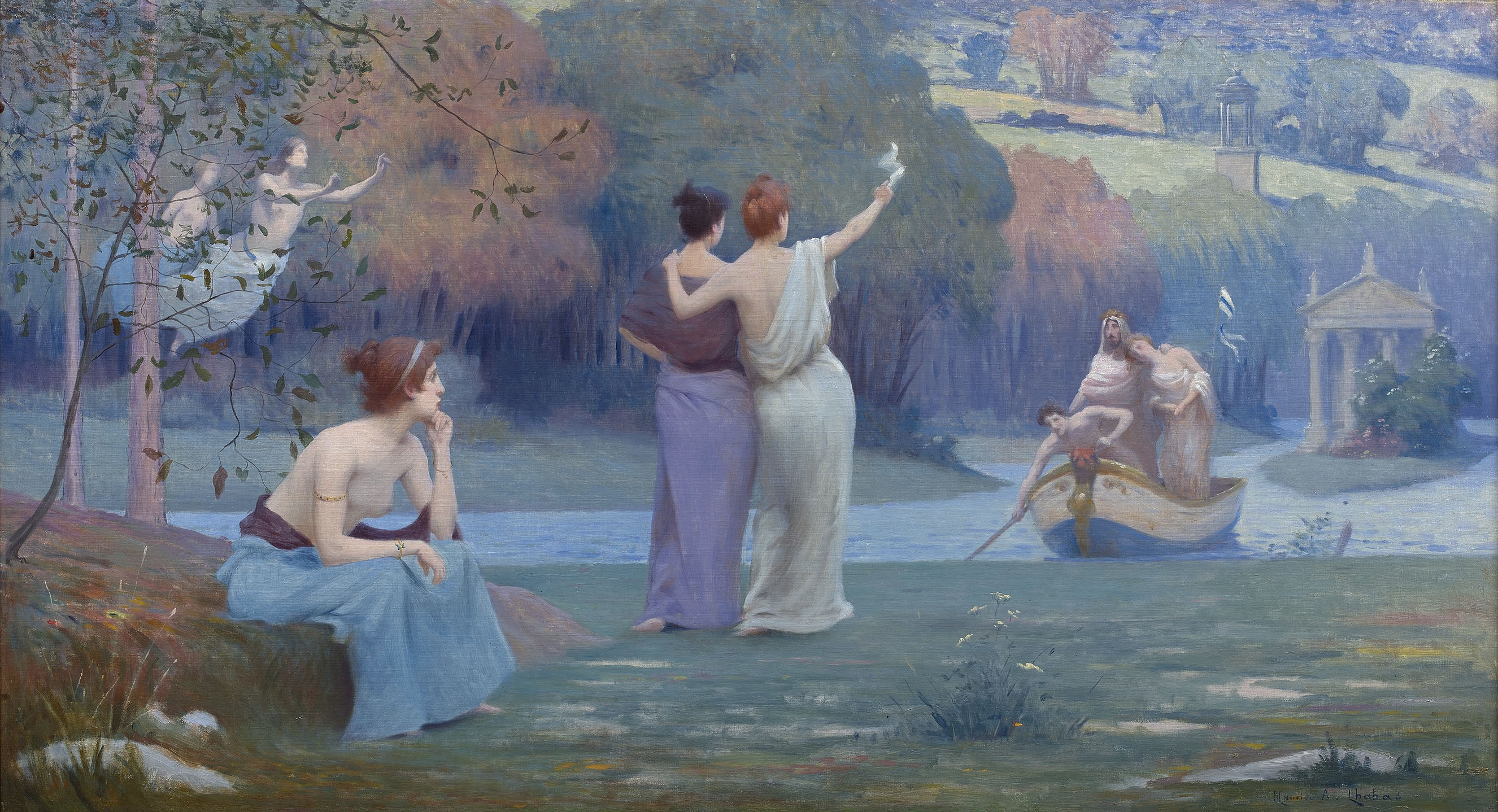
キティラ島への帰還 (c.1900)
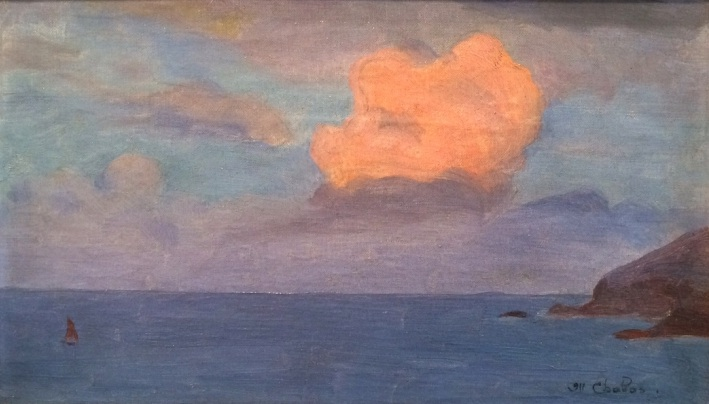
緋色の雲
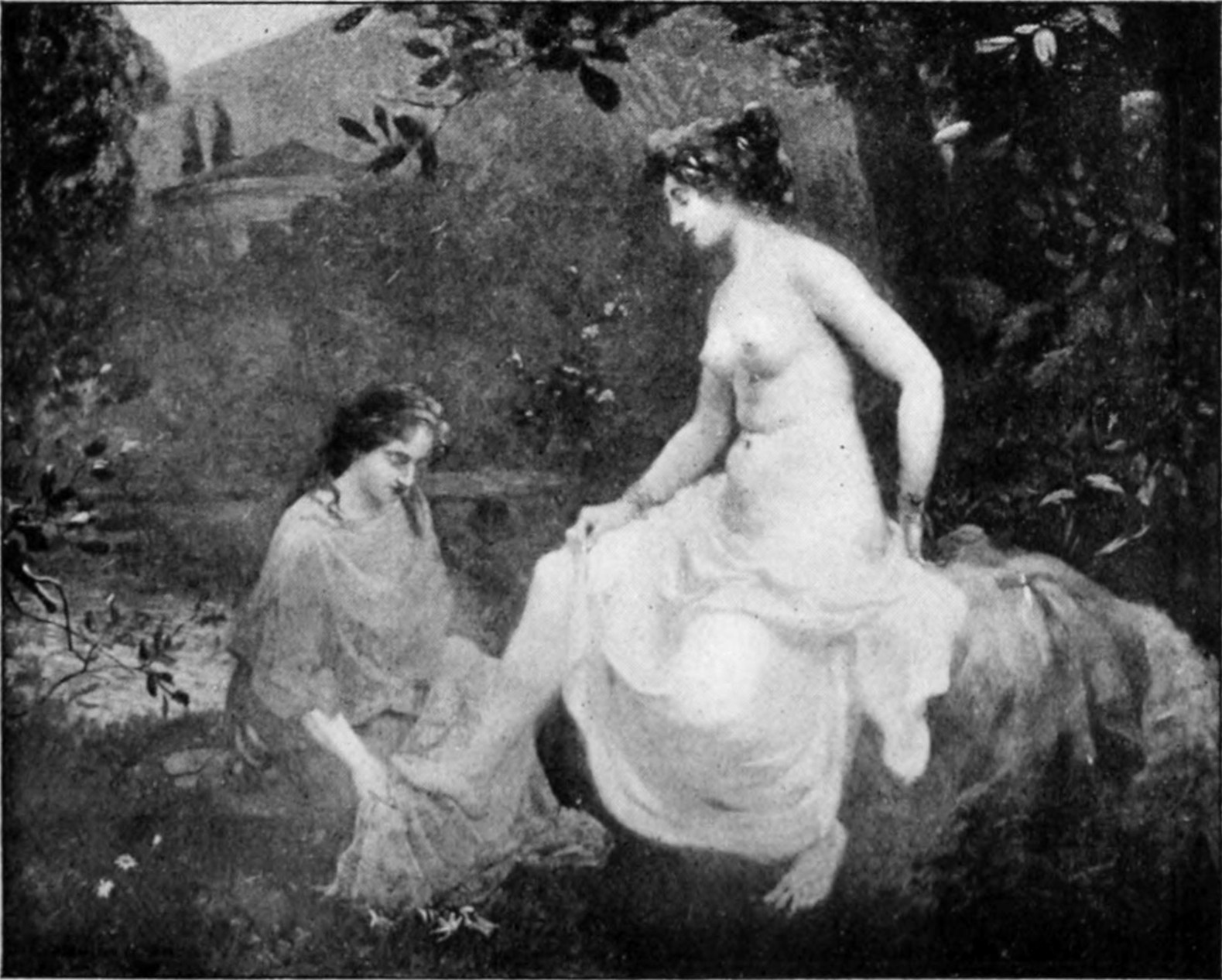
貞淑なスザンヌ